# 아르드노르 아틀라손
아르드노르 아틀라손(아이슬란드어: Arnór Atlason, 1984년 1월 23일~)은 아이슬란드의 핸드볼 선수, 지도자로 현역 시절 포지션은 레프트백이다.